# Bréviaire de Louis de Guyenne
Le Bréviaire dit de Louis de Guyenne est un bréviaire à l'usage de Paris, enluminé réalisé à destination du dauphin Louis de Guyenne et daté de 1410-1413. Il est actuellement conservé à la médiathèque municipale de Châteauroux. Il contient 58 miniatures et 141 lettrines historiées.

## Historique et attribution
Le manuscrit comporte les armes du fils de Charles VI de France et dauphin Louis de Guyenne au folio 430, de même qu'on y trouve le symbole qu'il a adopté en 1410, l'épervier, aux folios 8, 106v et 357v. Cependant, il ne comporte pas son second symbole qu'il adopte en 1413 : le coq. Le manuscrit est donc daté des années 1410-1413. Enfin, il  est ici écrit en latin, Louis de Guyenne étant le seul fils de Charles VI à maîtriser cette langue. Le livre a sans doute été conçu pour la chapelle privée du prince. Les comptes royaux font mention du recrutement de chanteurs destinés à cette chapelle et de la construction d'un buffet d'orgue exactement à la même époque. 
Le bréviaire est normalement réservé au clergé, à l'inverse des livres d'heures, mais certains aristocrates passent commande d'exemplaires luxueusement décorés, tels que celui de Jeanne d'Évreux (Musée Condé, ms.51), Charles V (BNF, Lat.1052) ou celui de Jean sans Peur (British Library, Add35311 et Harley 2897). 
Sa décoration est attribuée à, au moins, trois enlumineurs : tout d'abord le Maître de Bedford, identifié parfois à Haincelin de Haguenau : en effet, celui-ci est nommé enlumineur et valet de chambre du dauphin en 1409. Deux autres mains sont distinguées : celle du Maître d'Orose et celle du Maître de Boucicaut.
Le manuscrit, qui a appartenu à Louis-César de La Baume Le Blanc de La Vallière, entre dans les collections du bibliophile genevois Jean-Louis Bourdillon qui à sa mort en 1856, lègue une partie de ses ouvrages à la bibliothèque municipale de Châteauroux.

## Description
Le manuscrit constitue la partie été du bréviaire dont la partie hiver a disparu. Il est composé des chapitres suivant :
- un calendrier
- le psautier et les litanies
- le temporal, contenant les offices des dimanches et des fêtes
- le sanctoral, contenant les offices des fêtes des saints
- le commun des saints, pour les saints sans office propre

Tout au long du livre, on compte 3 grandes miniatures (tenant sur les 2 colonnes de texte), 44 petites miniatures (tenant sur 1 colonne). Le calendrier contient 36 petites miniatures. Parmi les 141 lettrines historiées, 9 d'entre elles sont de grande taille, tenant sur 8 lignes, les autres tenant sur 3 ou 4 lignes.

## Sources d'inspiration de l'iconographie
Le Maître de Bedford et le Maître d'Orose s'inspirent directement de motifs tirés des Belles Heures du duc de Berry des Frères de Limbourg. Le premier a en effet sans doute collaboré avec les trois frères à un autre de leur manuscrit : Les Très Riches Heures du duc de Berry. Le Maître de Bedford reprend ainsi la figure de Saint Jérôme étudiant la philosophie païenne des Belles Heures (f.183) pour faire son Zacharie dans La Naissance de saint Jean-Baptiste (f.201).

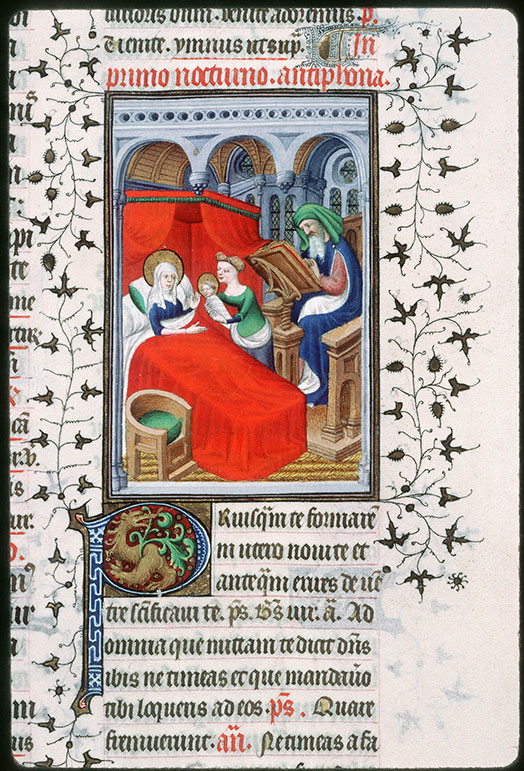
La Naissance de saint Jean Baptiste (f.201)
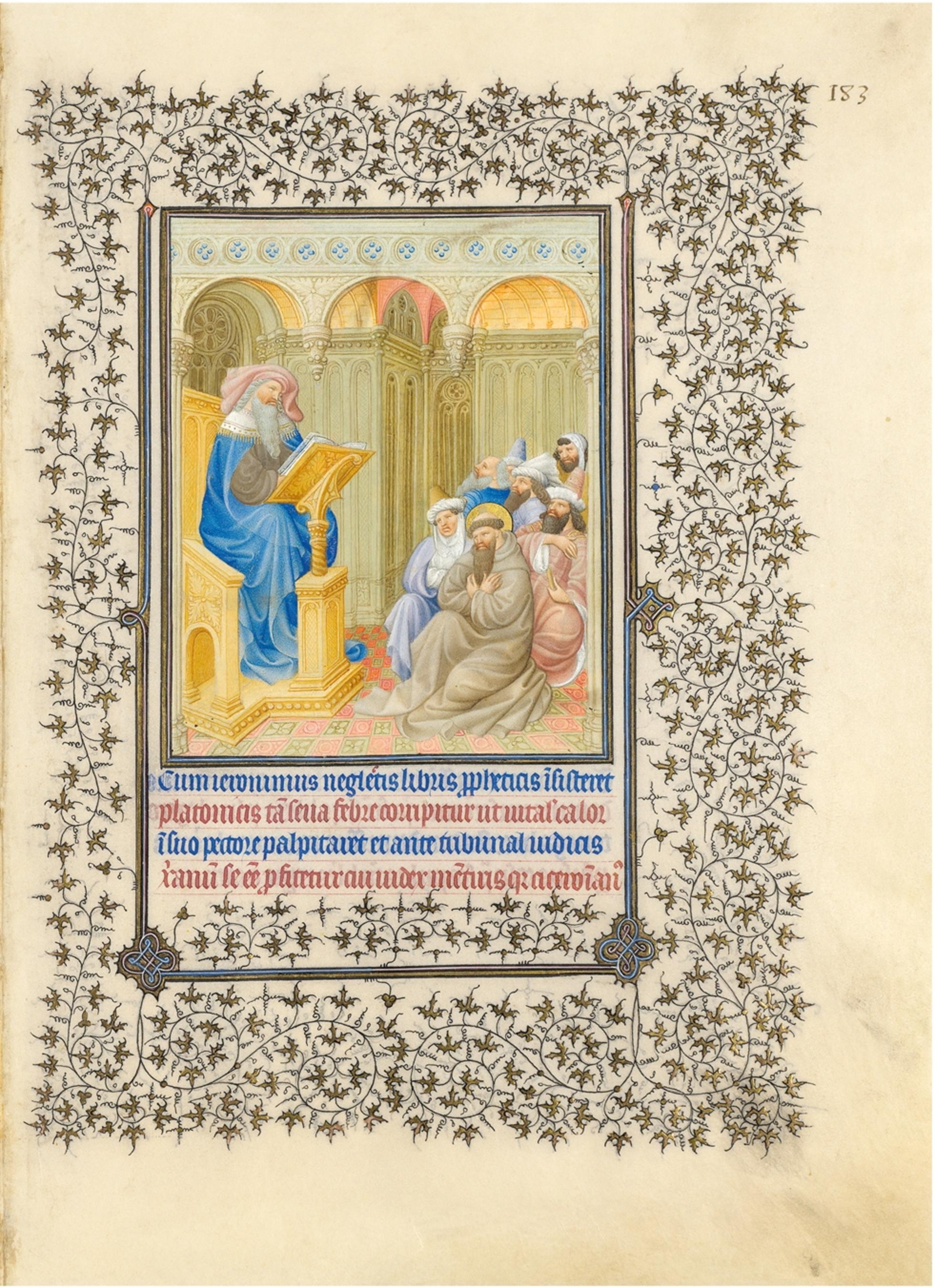
Saint Jérôme étudiant la philosophie païenne des Belles Heures (f.183)

De son côté, le Maître d'Orose reprend la miniature au début de l'office des morts : il reprend l'un des deux moines priant au-dessus du corps d'un mort.

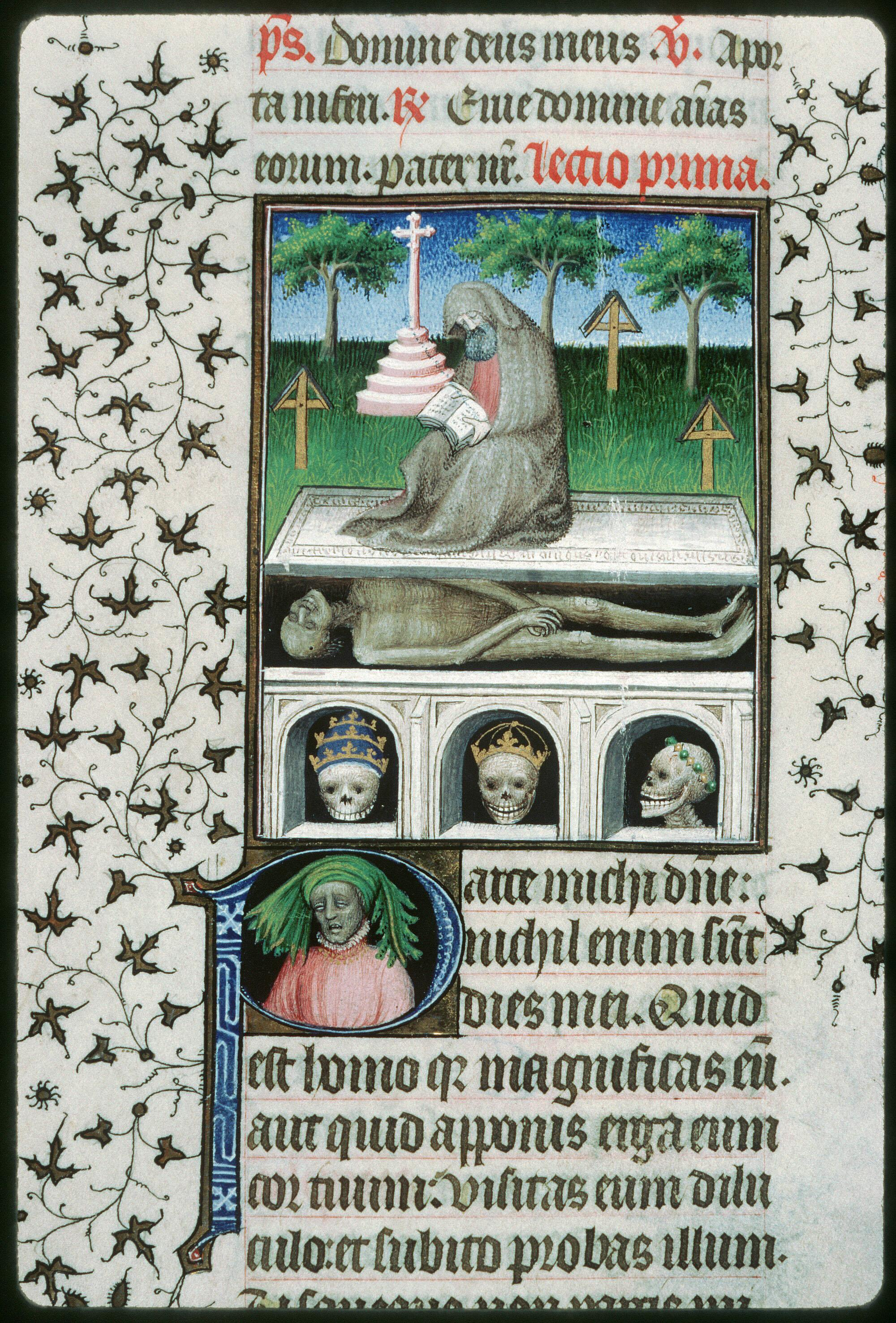
Moine récitant l'office des morts au-dessus d'un cadavre (f.395)
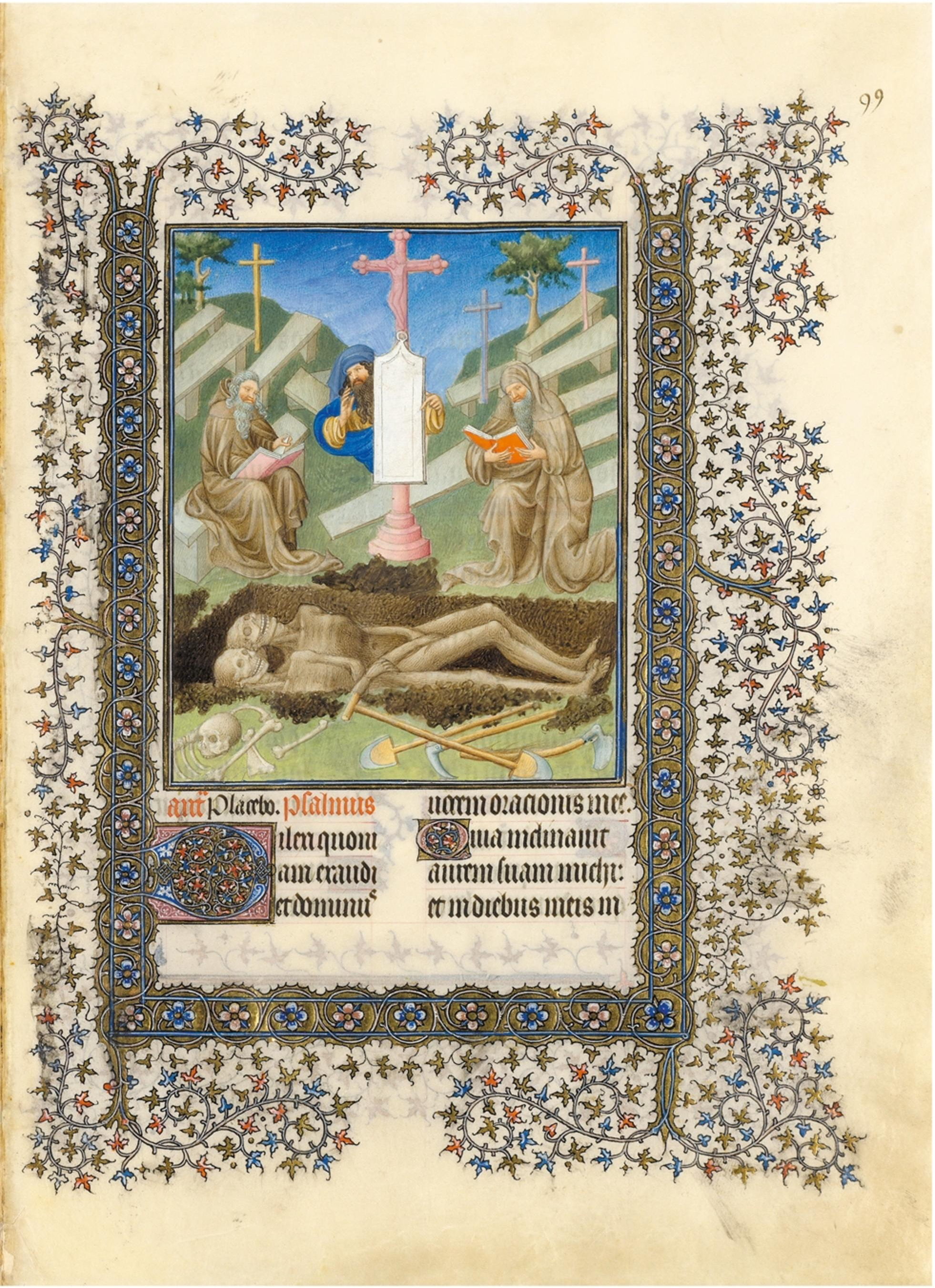
Ermites priant au-dessus d'un cadavre, des Belles Heures (f.99)